# SF 드라마
SF 드라마는 공상 과학(SF)을 모티프로 한 드라마이다. SF 영화처럼 우주를 테마로 한 것이나, 과학적 고증을 바탕으로 한 것, 부조리 세계의 서스펜스와 활극 등의 주제 등을 다룬다. 공상 세계를 그리기 위해 특수 촬영 기술을 구사해 만들어지는 것이 많기 때문에, 많은 특수 촬영 TV 프로그램에도 분류된다.

## 같이 보기
- SF 영화
- 분류:SF 드라마